# Olaf Tufte
Olaf Karl Tufte (Tønsberg, 27 april 1976) is een Noors roeier die zesmaal deelnam aan de Olympische Spelen. In Athene en Peking won hij de olympische titel in de skiff, in Sydney behaalde hij zilver in de dubbeltwee. Daarnaast won hij tweemaal een wereldtitel.

## Resultaten
- Olympische Zomerspelen 1996 in Atlanta 8e in de vier-zonder
- Wereldkampioenschappen roeien 1997 in Aiguebelette-le-Lac 13e in de dubbel-vier
- Wereldkampioenschappen roeien 1998 in Keulen 7e in de vier-zonder
- Wereldkampioenschappen roeien 1999 in St. Catharines  in de dubbel-twee
- Olympische Zomerspelen 2000 in Sydney  in de dubbel-twee
- Wereldkampioenschappen roeien 2001 in Luzern  in de skiff
- Wereldkampioenschappen roeien 2002 in Sevilla  in de skiff
- Wereldkampioenschappen roeien 2003 in Milaan  in de skiff
- Wereldkampioenschappen roeien 2003 in Milaan opgave in de dubbel-vier
- Olympische Zomerspelen 2004 in Athene  in de skiff
- Wereldkampioenschappen roeien 2005 in Gifu  in de skiff
- Wereldkampioenschappen roeien 2006 in Eton 4e in de skiff
- Wereldkampioenschappen roeien 2007 in München  in de skiff
- Olympische Zomerspelen 2008 in Peking  in de skiff
- Wereldkampioenschappen roeien 2009 in Poznań 6e in de skiff
- Wereldkampioenschappen roeien 2010 in Cambridge 4e in de skiff
- Wereldkampioenschappen roeien 2011 in Bled 6e in de skiff
- Olympische Zomerspelen 2012 in Londen 9e in de skiff
- Wereldkampioenschappen roeien 2014 in Amsterdam 14e in de skiff
- Wereldkampioenschappen roeien 2015 in Aiguebelette-le-Lac 4e in de skiff
- Olympische Zomerspelen 2016 in Rio de Janeiro  in de dubbel-twee

1900: Hermann Barrelet ·
1904: Frank Greer ·
1908: Harry Blackstaffe ·
1912: William Kinnear ·
1920: John B. Kelly, Sr. ·
1924: Jack Beresford ·
1928: Henry Pearce ·
1932: Henry Pearce ·
1936: Gustav Schäfer ·
1948: Mervyn Wood ·
1952: Joeri Tjoekalov ·
1956: Vjatsjeslav Ivanov ·
1960: Vjatsjeslav Ivanov ·
1964: Vjatsjeslav Ivanov ·
1968: Jan Wienese ·
1972: Joeri Malysjev ·
1976: Pertti Karppinen ·
1980: Pertti Karppinen ·
1984: Pertti Karppinen ·
1988: Thomas Lange ·
1992: Thomas Lange ·
1996: Xeno Müller ·
2000: Robert Waddell ·
2004: Olaf Tufte ·
2008: Olaf Tufte ·
2012: Mahe Drysdale ·
2016: Mahe Drysdale ·
2020: Stefanos Douskos ·
2024: Oliver Zeidler